# Jarek Janis

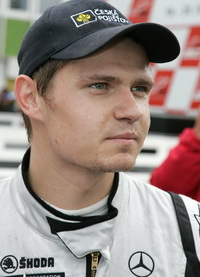
Janis in 2008

Jaroslav "Jarek" Janis (Olomouc, 8 juli 1983) is een Tsjechisch autocoureur. Janis begon op 8-jarige leeftijd met karten en werd tussen 1993 en 1998 verschillende keren Tsjechisch kampioen. In 1999 en 2000 reed hij in de Formula Ford, met als hoogtepunten een 4de plaats in het Europese kampioenschap en een 2de plaats in de Duitse serie. Janis' talent stond buiten kijf en hij kreeg de mogelijkheid om in verschillende klassen uit te komen.
In 2001 kwam hij uit in het Duitse Formule 3 en Formule Renault kampioenschap. Hij viel ook in voor landgenoot Tomáš Enge in de Formule 3000, in de laatste race in Monza. Daarnaast zette hij ook zijn eerste stappen in de GT-racerij. Samen met Enge reed hij de Panoz LMP-1 van het Lanesra team naar een 3de plaats op eigen bodem in Most, in een wedstrijd voor de European Le Mans Series. In 2002 werd hij voor Charouz 3de in de Euro F3000.
2003 was een druk jaar. Naast zijn activiteiten in de F3000 kwam hij uit in het FIA GT-kampioenschap in een Ferrari 360 GT2 van Team Menx. Bovendien wist hij een test te versieren bij het Jordan F1 team. Hij reed ook voor Mercedes in het Tsjechische Touringwagen kampioenschap, wat hij ook in 2004 en 2005 zou blijven doen.
In 2004 verkaste Janis naar de DTM en reed hij één wedstrijd voor Dale Coyne in de Champ Cars, in Surfers Paradise (Australië). Een jaar later reed hij in de Italiaanse F3000 en de Formula Nippon. Samen met Jan Charouz en Tomáš Enge vertegenwoordigde hij zijn land in het nieuwe A1 Grand Prix-kampioenschap, waar in 2006 een vervolg aan kwam. Dat jaar werd hij derde in de F3000 International Masters en kwam hij opnieuw aan de bak in het FIA GT kampioenschap. Hij eindigde derde, met overwinningen in Brno en Boedapest met Sascha Bert (en Andrea Montermini in Boedapest) in de Zakspeed Saleen S7-R GT1. Hij werd ook uitgeroepen tot beste rijder van het kampioenschap.
In 2007 komt hij in de FIA GT uit voor Scuderia Ecosse in de Ferrari 430 GT2 en in de Le Mans Series en de 24 uur van Le Mans in de Spyker C8 GT2. Ook kwam hij aan de start van de 12 uur van Sebring in het ALMS-kampioenschap.